# Saint-Léonard, Seine-Maritime
Saint-Léonard là một xã thuộc tỉnh Seine-Maritime trong vùng Normandie miền bắc nước Pháp.

## Dân số
| 1962                                            | 1968 | 1975 | 1982 | 1990 | 1999 | 2006 |
| ----------------------------------------------- | ---- | ---- | ---- | ---- | ---- | ---- |
| 1312                                            | 1395 | 1627 | 1660 | 1680 | 1690 | 1874 |
| Starting in 1962: Population without duplicates |      |      |      |      |      |      |